# Conus melissae
Conus melissae é uma espécie de gastrópode do gênero Conus, pertencente à família Conidae.